# Kričim
Kričim (búlgaro:Кричим) é uma cidade da Bulgária, localizada no distrito de Plovdiv. A sua população era de 8,590 habitantes segundo o censo de 2010.

## População
| Kričim | Kričim | Kričim | Kričim | Kričim | Kričim | Kričim | Kričim | Kričim | Kričim | Kričim | Kričim | Kričim | Kričim | Kričim | Kričim | Kričim | Kričim | Kričim | Kričim |
| --- | ------ | ------ | ------ | ------ | ------ | ------ | ------ | ------ | ------ | ------ | ------ | ------ | ------ | ------ | ------ | ------ | ------ | ------ | ------ |
| Ano | 1887   | 1910   | 1934   | 1946   | 1956   | 1965   | 1975   | 1985   | 1992   | 2001   | 2002   | 2003   | 2004   | 2005   | 2006   | 2007   | 2008   | 2009   | 2010   |
| População |        |        |        | …      | …      | …      | 8,687  | 9,523  | 8,761  | 8,535  | 8,544  | 8,642  | 8,698  | 8,691  | 8,669  | 8,717  | 8,684  | 8,650  | 8,590  |
| Fontes: Instituto Nacional de Estatísticas, „citypopulation.de“, „pop-stat.mashke.org“, Bulgarian Academy of Sciences |        |        |        |        |        |        |        |        |        |        |        |        |        |        |        |        |        |        |        |